# Loriquet vert
Trichoglossus chlorolepidotus
Espèce
Statut de conservation UICN

 LC  : Préoccupation mineure
Statut CITES
Le Loriquet vert (Trichoglossus chlorolepidotus) est une espèce d'oiseau de la famille des Psittacidae vivant en Australie.

## Description
Il mesure 23 cm et les deux sexes sont semblables. Leur plumage est à dominante verte: le sommet de la tête et les joues sont émeraude avec des reflets bleus; les plumes du cou sont jaunes avec quelques plumes vertes. La queue est verte avec quelques plumes orange sur l'extérieur de la queue. Les flancs, les cuisses et le dessous de ailes est vert avec des plumes jaunes. Les yeux sont orange, le bec est corail. Les pattes sont brun-vert.

## Distribution et habitat
Il est commun dans les zones boisées des plateaux de l'Est australien, entre Bamaga au Queensland et Illawarra en Nouvelle-Galles du Sud et dans les îles environnantes.

## Alimentation
Il se nourrit de nectar, de pollen, de graines, de fruits, de bourgeons et d'insectes. Il se nourrit aussi de fruits dans les jardins et de maïs et de sorgho dans les champs.

## Mode de vie
Il se reproduit toute l'année sauf en mars-avril. La couvée est de deux œufs. La durée de couvaison est de 25 jours.